# Liste der Kulturdenkmäler in Trutzhain
Die folgende Liste enthält die in der Denkmaltopographie ausgewiesenen Kulturdenkmäler auf dem Gebiet des Ortsteils Trutzhain der  Stadt Schwalmstadt, Schwalm-Eder-Kreis, Hessen.
Hinweis: Die Reihenfolge der Denkmäler in dieser Liste orientiert sich an der Anschrift, alternativ ist sie auch nach der Bezeichnung oder der Bauzeit sortierbar.
Kulturdenkmäler werden fortlaufend im Denkmalverzeichnis des Landes Hessen durch das Landesamt für Denkmalpflege Hessen auf Basis des Hessischen Denkmalschutzgesetzes (HDSchG) geführt. Die Schutzwürdigkeit eines Kulturdenkmals hängt nicht von der Eintragung in das Denkmalverzeichnis des Landes Hessen oder der Veröffentlichung in der Denkmaltopographie ab.

## Treysa
| Bild           | Bezeichnung                                          | Lage           | Beschreibung | Bauzeit   | Daten |
| -------------- | ---------------------------------------------------- | -------------- | ------------ | --------- | ----- |
| weitere Bilder | Gesamtanlage Trutzhain                               | Trutzhain Lage |              | um 1940   |       |
| weitere Bilder | Friedhof des ehemaligen Gefangenenlagers STALAG IX A | Trutzhain Lage |              | 1940–1944 |       |